# Tamin
Tamin là một chi nhện trong họ Miturgidae.